# Лупаков, Михаил Артёмович
Михаил Артёмович Лупаков (1924—2002) — советский передовик производства, директор совхоза «Коротыш» Ливенского района Орловской области. Участник Великой Отечественной войны. Герой Социалистического Труда (1971).

## Биография
Родился 21 ноября 1924 года в деревне Победа, Мценского уезда Орловской губернии. 
С 1940 года начал свою трудовую деятельность обычным колхозником в местном колхозе. С 1942 год был призван в ряды Красной армии и направлен на фронт, участник Великой Отечественной войны в составе 126-го стрелкового полка 39-й стрелковой дивизии — красноармеец, пулемётчик. Воевал на 3-м Белорусском фронте, был тяжело ранен, после лечения в 1944 году был демобилизован из рядов Красной армии по инвалидности. За участие в войне был награждён орденом Отечественной войны.
С 1944 по 1947 годы обучался в Кокинском сельскохозяйственном техникуме, после окончания которого стал работать агрономом в савхозе «Елецкий» Залегощенского района Орловской области. С 1950 по 1955 годы обучался на агрономическом факультете Воронежского сельскохозяйственного института. С 1956 года был назначен — главным агрономом племенного завода имени XVII партсъезда Ливенского района Орловской области. 
С 1961 года М. А. Лупаков был назначен — директором совхоза «Коротыш» села Коротыш Ливенского района Орловской области, под руководством М. А. Лупакова  совхоз в сжатые сроки вышел в число высокопродуктивных и передовых хозяйств. С 1966 по 1970 годы по итогам деятельности совхоза в 8-й пятилетке, он вошёл в число лидирующих по всем видам сельскохозяйственной продукции в Орловской области и в последующем был награждён орденом Ленина. 
31 декабря 1965 года Указом Президиума Верховного Совета СССР «за успехи, достигнутые в развитии сельскохозяйственного производства» Михаил Артёмович Лупаков был награждён Орденом Трудового Красного Знамени.
8 апреля 1971 года Указом Президиума Верховного Совета СССР «за выдающиеся успехи, достигнутые в развитии сельскохозяйственного производства и выполнении пятилетнего плана продажи государству продуктов земледелия и животноводства» Михаил Артёмович Лупаков был удостоен звания Героя Социалистического Труда с вручением Ордена Ленина и золотой медали «Серп и Молот».
С 1991 года совхоз «Коротыш» был реорганизован в АО «Возрождение», которым М. А. Лупаков и руководил до 1993 года. 
С 1993 года вышел на заслуженный отдых, проживал в селе Коротыш Ливенского района.
Скончался 3 января 2002 года.

## Награды
- Медаль «Серп и Молот» (08.04.1971)
- Орден Ленина (08.04.1971)
- Орден Отечественной войны 1-й степени (6.04.1985[2])
- Орден Трудового Красного Знамени (31.12.1965)
- Орден Дружбы народов (29.08.1986)
- Медаль «За победу над Германией в Великой Отечественной войне 1941—1945 гг.»
- Медаль «В ознаменование 100-летия со дня рождения Владимира Ильича Ленина»